# Marine impériale du Mandchoukouo

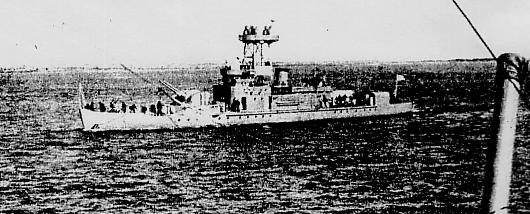
Canonnière de la classe Shun Tien de la marine impériale du Mandchoukouo.

La marine impériale du Mandchoukouo (en chinois : 満州帝國海軍, pinyin : Mǎnzhōu Dìguó Hǎijūn) est la force navale de l'empire du Mandchoukouo, contrôlé par le Japon, active de 1932 à 1939. Comme ce pays était presque enclavé, l'armée japonaise du Guandong voyait le développement d'une marine comme une priorité basse, bien qu'il fût politiquement désirable de créer au moins une force nominale comme symbole de la légitimité du nouvel État.

## Histoire
Lorsque l'armée impériale japonaise envahit la Mandchourie en 1931, elle est accompagnée d'un détachement de la marine impériale japonaise, qui assure la défense côtière. Le principal besoin naval de la Mandchourie est cependant la sécurité de ses fleuves frontaliers avec l'Union soviétique. Immédiatement après l'incident de Moukden de 1931, le vice-ministre de la Marine du Nord-Est du Kuomintang, Shen Hung-lieh, et le commandant naval Hsien Kung-che désertent leurs postes. Le commandant local du Kuomintang, Yin Tsu-Ch'ien, rencontre les forces japonaises et accepte de leur remettre sa flotte de cinq canonnières fluviales le 15 février 1932. Cette flottille de 640 hommes forme le cœur de la défense du fleuve Songhua.
La marine impériale du Mandchoukouo est officiellement fondée le 15 avril 1932 par proclamation de la « loi sur les forces armées du Mandchoukouo » par l'empereur Puyi, qui assume de plus le rôle de commandant-en-chef. Le navire amiral de la flotte est le destroyer Hai Wei, l'ancien destroyer japonais Kashi de classe Momo de la marine impériale japonaise transféré le 1er mai 1937 jusqu'à qu'il réintègre la flotte japonaise le 6 juin 1942 . La défense côtière du Mandchoukouo reste néanmoins largement entre les mains de la 3e flotte japonaise.
La flotte du Songhua est active sur le fleuve éponyme, sur l'Amour et sur l'Oussouri à partir de 1933, et reçoit des canonnières supplémentaires du Japon. Elle s'avère cependant dramatiquement mal adaptée aux événements de la pacification du Mandchoukouo, et les Japonais instituent de nombreux programmes d'entraînement afin d'améliorer ses capacités. Des officiers japonais de réserve ou à la retraite sont assignés à la flotte du Songhua, et les cadets du Mandchoukouo sont envoyés étudier la navigation et l'artillerie navale à l'académie navale impériale du Japon.
En novembre 1938, des unités de la marine japonaise sont retirés du Mandchoukouo, officiellement parce que les niveaux de formation de la marine impériale du Mandchoukouo sont devenus acceptables, mais en réalité parce qu'un conflit politique est en cours entre l'armée et la marine japonaises pour le contrôle de la Mandchourie. En novembre 1939, la marine passe officiellement sous le contrôle de l'armée impériale du Mandchoukouo, et est renommée « Flotte fluviale »(江上軍) et intègre la garde côtière.
En 1942, la plupart des Japonais servant dans la flotte sont retirés. Étant donné que la moitié des officiers de cette flotte sont Japonais, cette décision détériore largement les capacités et performances de cette force. Beaucoup de navires deviennent inopérables, et leurs canons anti-aériens sont démontés et utilisés dans les opérations terrestres. En été 1943 pour y remédier, l'empereur Puyi envoya plusieurs centaines de cadets se former au Japon et chercha auprès de celui-ci d'acquérir en premier lieu un croiseur, celui-ci obtint un croiseur japonais réformé qui fût renommé Harbin et devint ainsi le nouveau navire admiral de la flotte et demanda également un sous-marin poseur de mines, mais cette fois il y a eu un refus et il se tourna alors ensuite l'année suivante vers l'Allemagne nazie qui lui céda un U-Boot Type VII qui fût rebaptisé Hailong, celui-ci durant le reste de la guerre resta basé en grande partie à la base navale de Newchwang et ne participa qu'a poser des mines dans la baie de Dalian. Au moment de l'invasion soviétique de la Mandchourie en 1945, la flotte fluviale est totalement inopérationnelle pour le combat, et se désintègre face à la supériorité écrasante des forces soviétiques, une grande partie se mutinant pour se rendre à celle-ci ou à la résistance chinoise.

## Flotte principale de la marine du Mandchoukouo

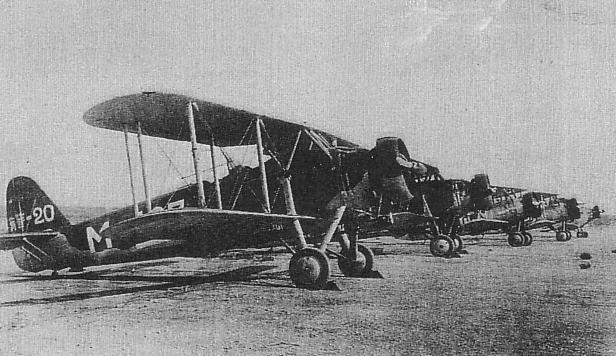
Aichi D1A de la police maritime du Mandchoukouo.

### Forces de défense côtière
- Quartier-général : base navale de Newchwang, Fengtian
- Base secondaire : base navale de Hulutao, Fengtian
  - Navire amiral : destroyer Hai Wei (700 t.], puis en juin 1943, le croiseur de bataille Harbin (ancien croiseur japonais Kurama).

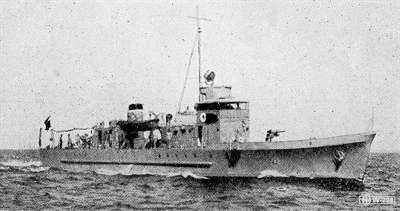
Le Hai Lung construit par le chantier naval Kawasaki de Kobe en 1933. Il sera capturé par l'Armée rouge le 22 mai 1945 à Lüshunkou et utilisé par l'administration soviétique jusqu'en 1963.

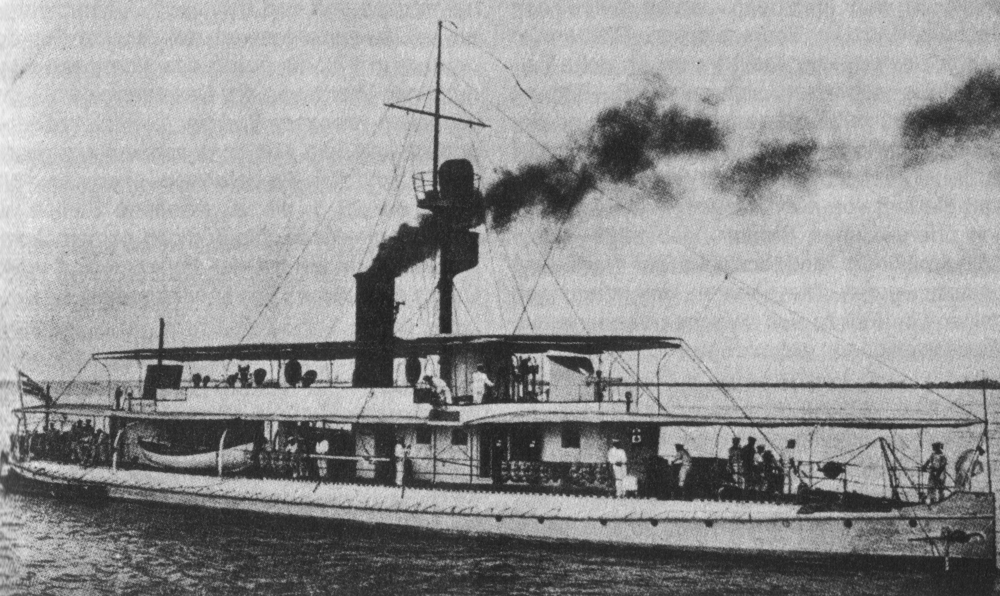
La canonnière allemande Vaterland capturée durant la Première Guerre mondiale servira dans la marine chinoise, puis dans celle du Mandchoukouo sous le nom de Li Sui.

- 2e division de patrouille (mer)** YP Hai Lung
  - YP Hai Feng
  - YP Li Sui
  - YP Lin Chi
- 3e division de patrouille (mer)
  - YP Kuan Ning
  - YP Kuan Ching
  - YP Chian Tung
- 4e division de patrouille (mer)
  - YP Hai Kuang
  - YP Hai Jui
  - YP Hai Jung
  - YP Hai Hua
- 5e division de patrouille (mer)
  - YP Daichii
  - YP Kaihen
  - YP Kaini
  - YP Ta Tung
  - YP Li Ming

### Forces de défense fluviale
- Base de Yingkou et d'Antung, Fengtian
- 1re division de patrouille (fleuve Songhua)
  - PR Ting Pien
  - PR Ching Hen
  - PR Shun Tien
  - PR Yan Ming
- La flotte du Songhua utilise des automitrailleuses sur les rivières gelées durant l'hiver, lorsque ses canonnières ne peuvent se mouvoir.

## Unités terrestres
Les unités terrestres de la marine du Mandchoukouo sont formées d'équipage japonais et mandchou, et travaille avec la police de sécurité navale du Mandchoukouo. Elles sont chargées de surveiller les ports et les bases navales, et de protéger les barrages. Organisées en deux unités de 500 hommes chacune, elles sont armées d'armes et de mitrailleuses légères.

## Drapeaux des marines du Mandchoukouo

Drapeau du bureau du transport maritime du Mandchoukouo
Drapeau des navires de soutien
Drapeau des garde-côtes du Mandchoukou
Drapeau de l'amiral de la Marine
Drapeau du vice-amiral de la Marine
Drapeau du contre-amiral de la marine
Drapeau du commandeur de la Marine
Drapeau du commandant supérieur de la Marine